# Xyris vivipara
Xyris vivipara är en gräsväxtart som beskrevs av Carl Sigismund Kunth. Xyris vivipara ingår i släktet Xyris och familjen Xyridaceae.
Artens utbredningsområde är Venezuela. Inga underarter finns listade i Catalogue of Life.